# Cerámica celtíbera numantina

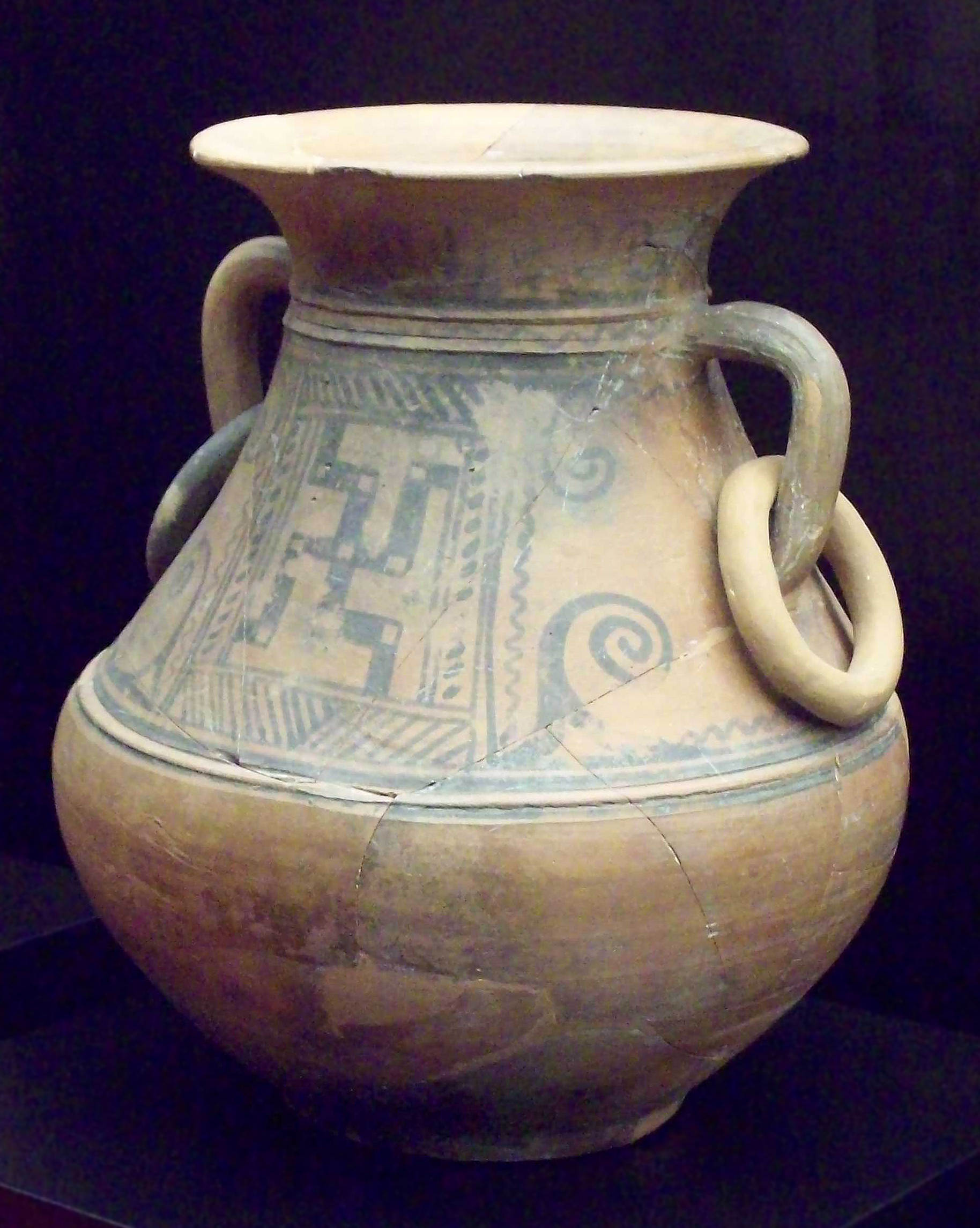
Vaso celtíbero con anillas colgantes. Cerámica numantina en el Museo Arqueológico Nacional de España.

Cerámica celtíbera numantina (o simplemente numantina) es la producida en la Antigüedad por los pobladores de Numancia, hacia el siglo ii a. C., y considerada como la alfarería más representativa de la cultura celtibérica.

## Evolución y características

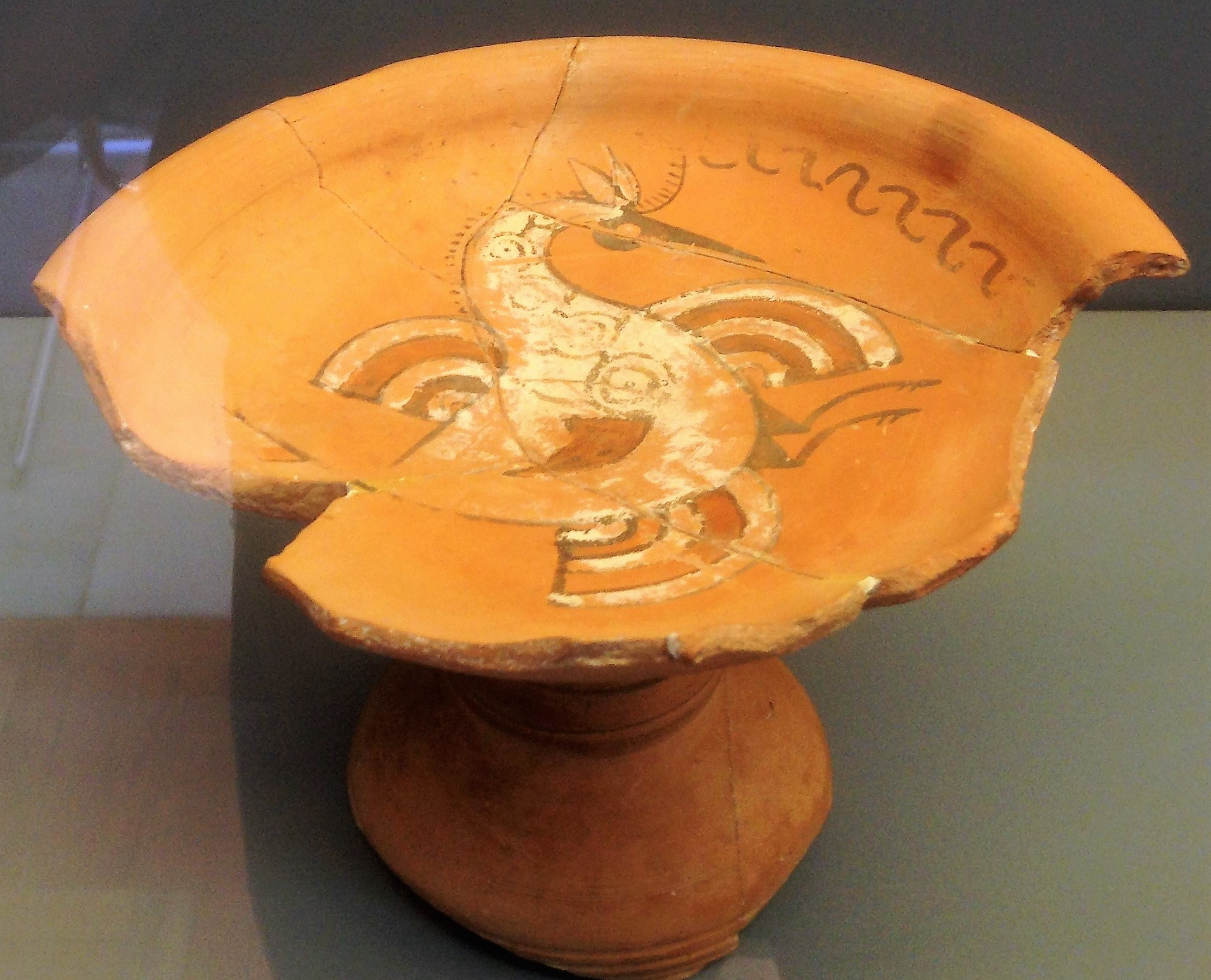
Copa de cerámica con la figura de una abubilla en movimiento, cuyas tres alas parecen simular la figura del trisquel, datada en el siglo ii a. C. en el Museo Numantino.

Se distinguen dos grandes grupos, en función de la decoración: policroma o monocroma.
Es en general, cerámica elaborada con arcillas de la zona y tratada (lavada de impurezas) «para  obtener un acabado más fino y regular mediante el proceso de levigado», El uniforme grosor de algunas piezas permite suponer el uso de «tornos de rotación continua», salvo en el caso de los ejemplos de algunas trompas de arcilla. Asimismo, la técnica y acabado homogéneos delatan la existencia de varios alfares, quizá dentro de un barrio de la ciudad dedicado a la producción industrial de cacharrería. Puede relacionarse con la cerámica clásica por el uso de motivos y formas geométricas, pero con una iconografía de motivos indígenas que la hace más personal, con escenas de doma, danzas, guerreros y animales sagrados. Dichas características son comunes en otros yacimientos de la provincia soriana, como los de Castilterreño de Izana, Castejones de Calatañazor o, en el término de Langa de Duero, los de Las Quintanas y Cuesta del Moro.
Abundan los cacharros y objetos de barro rojo o blanco y amarillento, decorados con óxido de hierro que da como resultado esquemáticas pinturas negras, representando animales (peces, aves y algunos toros), figuras humanas (completas o sólo cabeza y cuello) y geométricas «esquematizaciones astrales del sol (esvásticas o tetrasqueles) y la luna». A la riqueza cerámica y arqueológica de la decoración policroma se añade la noticia etnológica por los motivos representados de las costumbres numantinas: su indumentaria, disfraces y máscaras, la variedad del armamento (cascos, espadas y escudos, puñales, lanzas), como en el Vaso de los Guerreros, o los ritos (danzas?) representados en la Jarra del domador de caballos (donde se distingue un varón tocado con astas de ciervo, rodeado de danzantes con los brazos enfundados en astas de toro).
La cerámica numantina está ampliamente representada en el Museo Numantino de Soria y en el Museo Arqueológico Nacional de Madrid, entre otras instalaciones museísticas dentro y fuera de España.

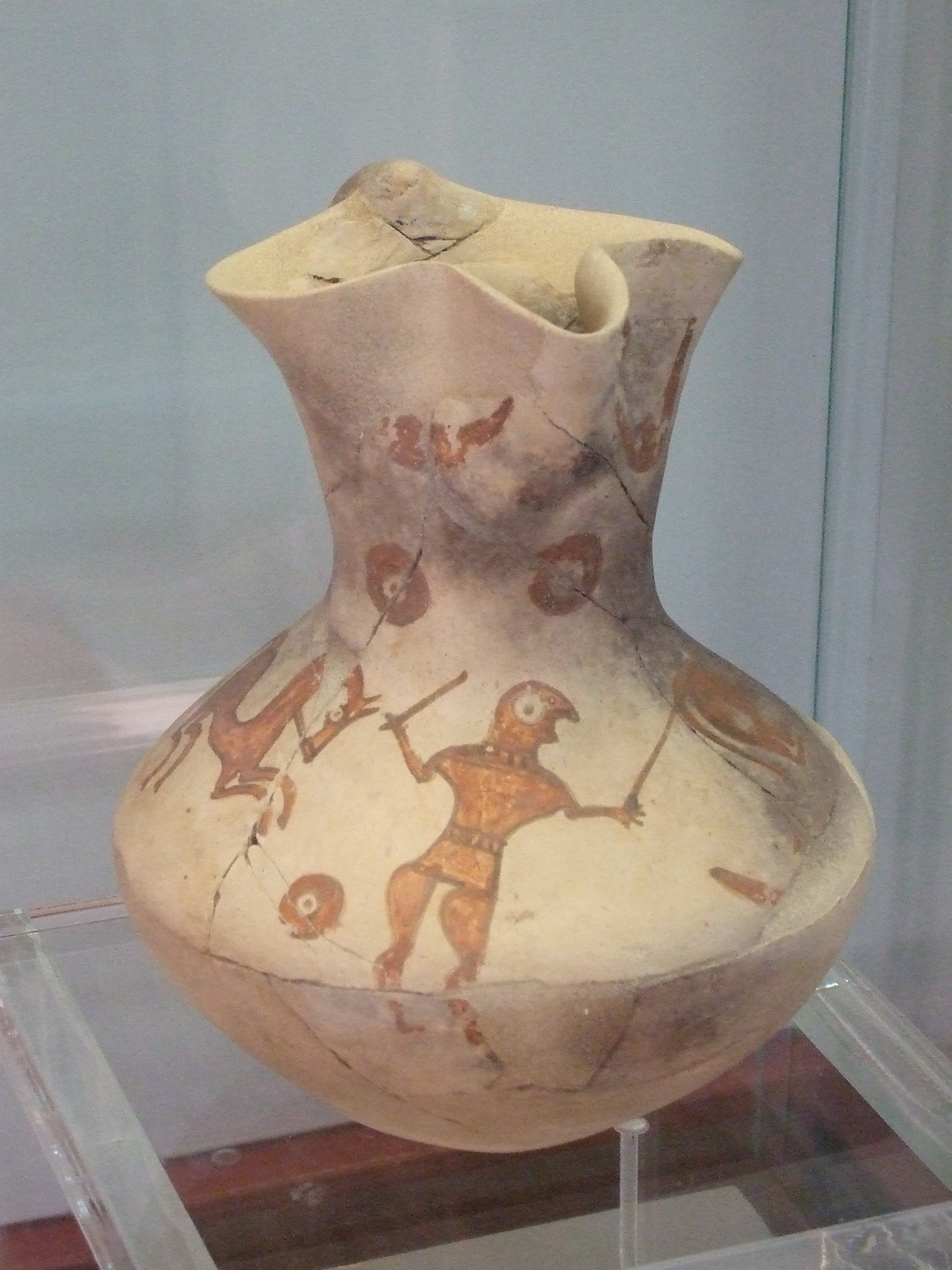
Jarra trilobulada. Museo Numantino de Soria
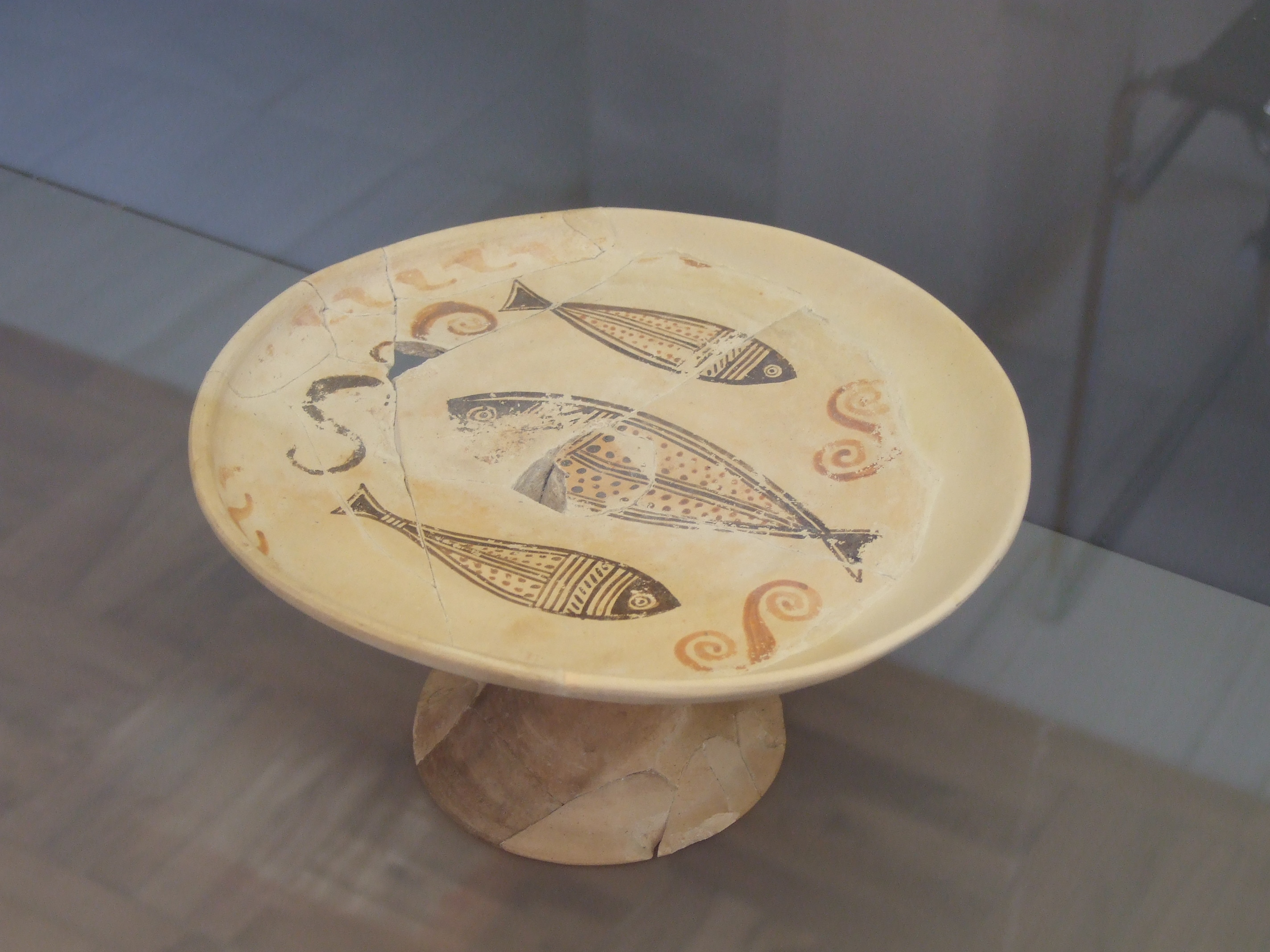
Copa de los peces. Museo Numantino de Soria
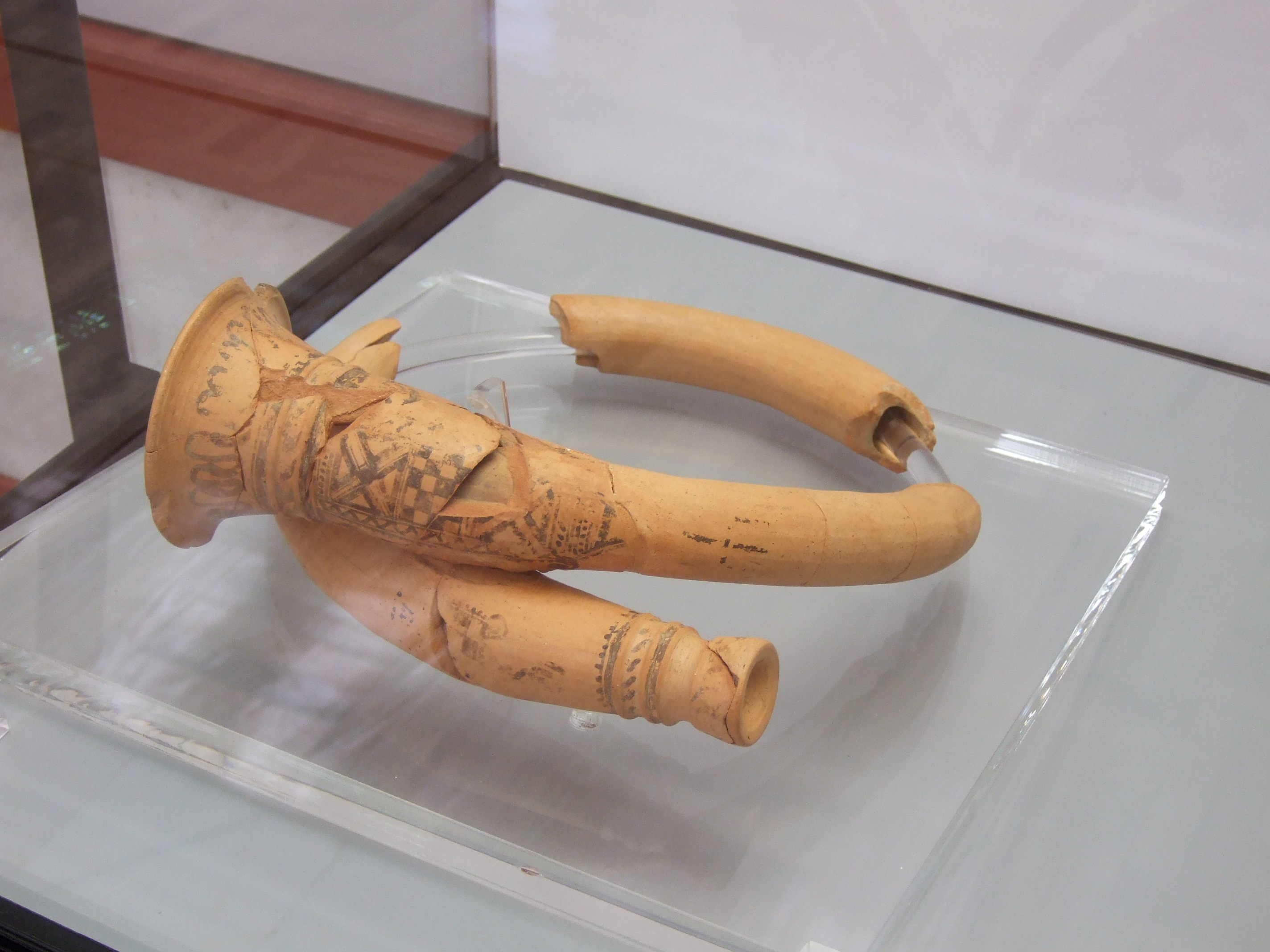
Trompa de arcilla. Museo Numantino de Soria